# Lijst van voetbalinterlands Oeganda - Rwanda
Deze lijst van voetbalinterlands is een overzicht van alle officiële voetbalwedstrijden tussen de nationale teams van Oeganda en Rwanda. De Oost-Afrikaanse buurlanden speelden tot op heden 35 keer tegen elkaar. De eerste ontmoeting, een vriendschappelijke wedstrijd, werd gespeeld op 21 september 1986 in Kampala. Het laatste duel, een kwalificatiewedstrijd voor het Wereldkampioenschap voetbal 2022, vond plaats in Entebbe op 10 oktober 2021.

## Wedstrijden
| №  | Plaats        | Datum             | Competitie                                        | Wedstrijd        | Uitslag |
| -- | ------------- | ----------------- | ------------------------------------------------- | ---------------- | ------- |
| 1  | Kampala       | 21 september 1986 | Vriendschappelijk                                 | Oeganda – Rwanda | 1 – 0   |
| 2  | Kampala       | 26 november 1995  | CECAFA Cup 1995                                   | Oeganda – Rwanda | 0 – 0   |
| 3  | Kigali        | 17 augustus 1996  | Vriendschappelijk                                 | Rwanda – Oeganda | 0 – 0   |
| 4  | Kampala       | 7 november 1996   | Vriendschappelijk                                 | Oeganda − Rwanda | 3 − 2   |
| 5  | Kampala       | 1 augustus 1998   | Afrika Cup 2000 kwalificatie                      | Oeganda − Rwanda | 5 − 0   |
| 6  | Kigali        | 16 augustus 1998  | Afrika Cup 2000 kwalificatie                      | Rwanda − Oeganda | 0 − 0   |
| 7  | Kigali        | 31 juli 1999      | CECAFA Cup 1999                                   | Rwanda − Oeganda | 1 − 0   |
| 8  | Kampala       | 24 juni 2000      | Vriendschappelijk                                 | Oeganda − Rwanda | 2 − 1   |
| 9  | Ukmerge       | 4 juli 2000       | Vriendschappelijk                                 | Rwanda − Oeganda | 2 − 0   |
| 10 | Kampala       | 29 november 2000  | CECAFA Cup 2000                                   | Oeganda − Rwanda | 3 − 1   |
| 11 | Kigali        | 18 december 2001  | CECAFA Cup 2001                                   | Rwanda − Oeganda | 3 − 2   |
| 12 | Arusha        | 6 december 2002   | CECAFA Cup 2002                                   | Oeganda − Rwanda | 2 − 1   |
| 13 | Arusha        | 14 december 2002  | CECAFA Cup 2002                                   | Rwanda − Oeganda | 2 − 1   |
| 14 | Kigali        | 29 maart 2003     | Afrika Cup 2004 kwalificatie                      | Rwanda − Oeganda | 0 − 0   |
| 15 | Kampala       | 7 juni 2003       | Afrika Cup 2004 kwalificatie                      | Oeganda − Rwanda | 0 − 1   |
| 16 | Khartoem      | 10 december 2003  | CECAFA Cup 2003                                   | Oeganda − Rwanda | 2 − 0   |
| 17 | Kigali        | 28 mei 2004       | Vriendschappelijk                                 | Rwanda − Oeganda | 1 − 1   |
| 18 | Kampala       | 14 augustus 2004  | Vriendschappelijk                                 | Oeganda − Rwanda | 1 − 2   |
| 19 | Kigali        | 8 december 2005   | CECAFA Cup 2005                                   | Rwanda − Oeganda | 0 − 1   |
| 20 | Kigali        | 26 juli 2006      | Vriendschappelijk                                 | Rwanda − Oeganda | 1 − 1   |
| 21 | Addis Abeba   | 30 november 2006  | CECAFA Cup 2006                                   | Rwanda −Oeganda  | 0 − 1   |
| 22 | Addis Abeba   | 10 december 2006  | CECAFA Cup 2006                                   | Rwanda − Oeganda | 0 − 1   |
| 23 | Dar es Salaam | 11 december 2007  | CECAFA Cup 2007                                   | Rwanda − Oeganda | 0 − 2   |
| 24 | Dar es Salaam | 20 december 2007  | CECAFA Cup 2007                                   | Rwanda − Oeganda | 1 − 0   |
| 25 | Kampala       | 1 januari 2009    | CECAFA Cup 2008                                   | Oeganda − Rwanda | 4 − 0   |
| 26 | Nairobi       | 13 december 2009  | CECAFA Cup 2009                                   | Oeganda − Rwanda | 2 − 0   |
| 27 | Dar es Salaam | 10 december 2011  | CECAFA Cup 2011                                   | Rwanda − Oeganda | 2 − 2   |
| 28 | Kigali        | 6 februari 2013   | Vriendschappelijk                                 | Rwanda − Oeganda | 2 − 2   |
| 29 | Kampala       | 16 november 2013  | Vriendschappelijk                                 | Oeganda − Rwanda | 0 − 0   |
| 30 | Nairobi       | 29 november 2013  | CECAFA Cup 2013                                   | Oeganda − Rwanda | 1 − 0   |
| 31 | Kampala       | 12 augustus 2017  | African Championship of Nations 2018 kwalificatie | Oeganda − Rwanda | 3 − 0   |
| 32 | Kigali        | 19 augustus 2017  | African Championship of Nations 2018 kwalificatie | Rwanda − Oeganda | 2 − 0   |
| 33 | Douala        | 18 januari 2021   | African Championship of Nations 2020              | Rwanda − Oeganda | 0 − 0   |
| 34 | Kigali        | 7 oktober 2021    | WK 2022 kwalificatie                              | Rwanda − Oeganda | 0 − 1   |
| 35 | Entebbe       | 10 oktober 2021   | WK 2022 kwalificatie                              | Oeganda − Rwanda | 1 − 0   |

## Samenvatting
| Competitie                                   | Totaal gespeeld | Winst Oeganda | Gelijk | Winst Rwanda | Doelsaldo Oeganda – Rwanda |
| -------------------------------------------- | --------------- | ------------- | ------ | ------------ | -------------------------- |
| WK-kwalificatie                              | 2               | 2             | 0      | 0            | 2 − 0                      |
| Afrika Cup-kwalificatie                      | 4               | 1             | 2      | 1            | 5 − 1                      |
| African Championship of Nations              | 1               | 0             | 1      | 0            | 0 − 0                      |
| African Championship of Nations-kwalificatie | 2               | 1             | 0      | 1            | 3 − 2                      |
| CECAFA Cup                                   | 16              | 8             | 3      | 5            | 24 − 11                    |
| Vriendschappelijk                            | 10              | 3             | 5      | 2            | 11 − 11                    |
| Totaal                                       | 35              | 15            | 11     | 9            | 45 − 25                    |

FUFA · 
A-internationals · 
Oegandees vrouwenelftal
Algerije ·
Angola ·
Bahrein ·
Benin ·
Botswana ·
Burkina Faso ·
Burundi ·
Centraal-Afrikaanse Republiek ·
Comoren ·
Congo-Brazzaville ·
Congo-Kinshasa ·
Djibouti ·
Ecuador ·
Egypte ·
Eritrea ·
Ethiopië ·
Gabon ·
Gambia ·
Ghana ·
Guinee ·
Guinee-Bissau ·
IJsland ·
Irak ·
Iran ·
Ivoorkust ·
Jemen ·
Kaapverdië ·
Kameroen ·
Kenia ·
Koeweit ·
Lesotho ·
Libanon ·
Liberia ·
Libië ·
Madagaskar ·
Malawi ·
Mali ·
Marokko ·
Mauritanië ·
Mauritius ·
Moldavië ·
Mozambique ·
Namibië ·
Niger ·
Nigeria ·
Oezbekistan ·
Rwanda ·
Saoedi-Arabië ·
Sao Tomé en Principe ·
Senegal ·
Seychellen ·
Slowakije · 
Soedan ·
Somalië ·
Tadzjikistan ·
Tanzania ·
Togo ·
Tsjaad ·
Tunesië ·
Turkmenistan ·
Zambia ·
Zimbabwe ·
Zuid-Afrika ·
Zuid-Soedan
FERWAFA · Rwandees vrouwenelftal
1976 – 1989 · 
1990 – 1999 · 
2000 – 2009 · 
2010 – 2019 ·
2020 − 2029
Algerije ·
Angola ·
Benin ·
Botswana ·
Burundi ·
Centraal-Afrikaanse Republiek ·
Congo-Brazzaville ·
Congo-Kinshasa ·
Djibouti ·
Egypte ·
Equatoriaal-Guinea ·
Eritrea ·
Ethiopië ·
Gabon ·
Ghana ·
Guinee ·
Ivoorkust ·
Kaapverdië ·
Kameroen ·
Kenia ·
Lesotho ·
Liberia ·
Libië ·
Madagaskar ·
Malawi ·
Mali ·
Marokko ·
Mauritanië ·
Mauritius ·
Mozambique ·
Namibië ·
Nigeria ·
Oeganda ·
Senegal ·
Seychellen ·
Soedan ·
Somalië ·
Tanzania ·
Togo ·
Tunesië ·
Zambia ·
Zimbabwe ·
Zuid-Afrika ·
Zuid-Soedan